# Voleibol nos Jogos Mundiais Militares de 2011 - Masculino
O torneio de voleibol em quadra masculino nos Jogos Mundiais Militares foi realizado no Ginásio do Maracanãzinho e no Colégio Militar do Rio de Janeiro entre 17 de Julho e 23 de Julho de 2011.
As doze equipes foram divididos em dois grupos de seis equipes. Cada equipe jogou com todos as outras equipes do grupo. Cada vitória valia 2 pontos, e uma derrota 1 ponto. As duas melhores de cada grupo avançaram para as semifinais. Os perdedores disputaram o torneio de consolação.

## Medalhistas
|  | BRA Brasil |  | CHN China |  | KOR Coreia do Sul |
|  | Raphael Margarido Lucas Provenzano Doulgas Cordeiro Paulo da Silva Thiago Sens Thiago Gelinski Giovanni Baliana Renato dos Santos Vinícius Siqueira Paulo Ferreira Alexander Marczewski Anderson Rodrigues |  | Chun Li Tingwei Liu Weijun Zhong Yichen Zhao Jingtao Xu Yiven Wu Xiaojiang Wu Fan Yang Xiaowei Wang Peng Guo Yancong Wang |  | Dong Jin Kang Ho Chul Bae Jin Man Kim Yo Han Shin Hyuk Mo Kwon Hyun Yong Ha Na Woon Kim Tae Yong An Eu Ddem Shin Mun Sup Song Sung Geun Hwang Min Woong Kang |

## Primeira fase

### Grupo A
|     |                |     | Jogos | Jogos | Jogos | Pontos | Pontos | Pontos | Sets | Sets | Sets   |
| Pos | Equipe         | Pts | T     | V     | D     | V      | P      | R      | V    | P    | R      |
| --- | -------------- | --- | ----- | ----- | ----- | ------ | ------ | ------ | ---- | ---- | ------ |
| 1   | Brasil         | 15  | 5     | 5     | 0     | 411    | 277    | 1.484  | 15   | 1    | 15,000 |
| 2   | Coreia do Sul  | 12  | 5     | 4     | 1     | 417    | 342    | 1.219  | 12   | 6    | 2,000  |
| 3   | Catar          | 9   | 5     | 3     | 2     | 409    | 347    | 1.179  | 11   | 6    | 1.833  |
| 4   | Venezuela      | 6   | 5     | 2     | 3     | 338    | 366    | 0.923  | 7    | 9    | 0.778  |
| 5   | Estados Unidos | 3   | 5     | 1     | 4     | 294    | 391    | 0.752  | 4    | 13   | 0.308  |
| 6   | Chipre         | 0   | 5     | 0     | 5     | 244    | 390    | 0.626  | 1    | 15   | 0.067  |

| 17 de julho, 2011 11:00 Relatório | Brasil | 3 — 0                         | Estados Unidos | Ginásio do Maracanãzinho Público: 2.100 Árbitro(s): Kari Partianen A. Rahman |
| 17 de julho, 2011 11:00 Relatório | 25 -   | Set 1 Set 2 Set 3 Set 4 Set 5 | 13 10 13 -     | Ginásio do Maracanãzinho Público: 2.100 Árbitro(s): Kari Partianen A. Rahman |

| 17 de julho, 2011 13:00 Relatório | Coreia do Sul | 3—0                           | Chipre     | Colégio Militar do Rio de Janeiro Público: 160 Árbitro(s): Julie Voeck Hui Wang |
| 17 de julho, 2011 13:00 Relatório | 25 -          | Set 1 Set 2 Set 3 Set 4 Set 5 | 10 11 20 - | Colégio Militar do Rio de Janeiro Público: 160 Árbitro(s): Julie Voeck Hui Wang |

| 17 de julho, 2011 15:00 Relatório | Venezuela | 0—3                           | Qatar | Ginásio do Maracanãzinho Público: 50 Árbitro(s): Elias Soueiti Felipe Turchiari |
| 17 de julho, 2011 15:00 Relatório | 16 19 -   | Set 1 Set 2 Set 3 Set 4 Set 5 | 25 -  | Ginásio do Maracanãzinho Público: 50 Árbitro(s): Elias Soueiti Felipe Turchiari |

| 18 de julho, 2011 11:00 Relatório | Estados Unidos | 1—3                           | Coreia do Sul | Ginásio do Maracanãzinho Público: 450 Árbitro(s): Felipe Turchiari Paolo Lavorenti |
| 18 de julho, 2011 11:00 Relatório | 25 11 8 14 -   | Set 1 Set 2 Set 3 Set 4 Set 5 | 21 25 -       | Ginásio do Maracanãzinho Público: 450 Árbitro(s): Felipe Turchiari Paolo Lavorenti |

| 18 de julho, 2011 13:00 Relatório | Qatar         | 1—3                           | Brasil  | Ginásio do Maracanãzinho Público: 1.600 Árbitro(s): Jae Sun Lee Elias Soueiti |
| 18 de julho, 2011 13:00 Relatório | 27 20 14 33 - | Set 1 Set 2 Set 3 Set 4 Set 5 | 25 35 - | Ginásio do Maracanãzinho Público: 1.600 Árbitro(s): Jae Sun Lee Elias Soueiti |

| 18 de julho, 2011 15:00 Relatório | Chipre     | 0—3                           | Venezuela | Colégio Militar do Rio de Janeiro Público: 260 Árbitro(s): Andre Jungen Hosein Pourkashian |
| 18 de julho, 2011 15:00 Relatório | 14 19 21 - | Set 1 Set 2 Set 3 Set 4 Set 5 | 25 -      | Colégio Militar do Rio de Janeiro Público: 260 Árbitro(s): Andre Jungen Hosein Pourkashian |

| 19 de julho, 2011 15:00 Relatório | Coreia do Sul | 3—1                           | Qatar      | Colégio Militar do Rio de Janeiro Público: 475 Árbitro(s): Joerg Kelleenberger Gustavo Costa |
| 19 de julho, 2011 15:00 Relatório | 25 20 25 -    | Set 1 Set 2 Set 3 Set 4 Set 5 | 23 25 21 - | Colégio Militar do Rio de Janeiro Público: 475 Árbitro(s): Joerg Kelleenberger Gustavo Costa |

| 19 de julho, 2011 17:00 Relatório | Estados Unidos | 3—1                           | Chipre        | Ginásio do Maracanãzinho Público: 1.800 Árbitro(s): Elias Soueiti Jae Sun Lee |
| 19 de julho, 2011 17:00 Relatório | 25 15 25 -     | Set 1 Set 2 Set 3 Set 4 Set 5 | 13 16 25 16 - | Ginásio do Maracanãzinho Público: 1.800 Árbitro(s): Elias Soueiti Jae Sun Lee |

| 19 de julho, 2011 19:00 Relatório | Venezuela | 0—3                           | Brasil | Ginásio do Maracanãzinho Público: 2.500 Árbitro(s): Azad Housein Aliyev Eldar |
| 19 de julho, 2011 19:00 Relatório | 16 19 -   | Set 1 Set 2 Set 3 Set 4 Set 5 | 25 -   | Ginásio do Maracanãzinho Público: 2.500 Árbitro(s): Azad Housein Aliyev Eldar |

| 20 de julho, 2011 09:00 Relatório | Chipre    | 0—3                           | Qatar | Ginásio do Maracanãzinho Público: 130 Árbitro(s): Felipe Turchiari Aliyev Eldar |
| 20 de julho, 2011 09:00 Relatório | 14 9 19 - | Set 1 Set 2 Set 3 Set 4 Set 5 | 25 -  | Ginásio do Maracanãzinho Público: 130 Árbitro(s): Felipe Turchiari Aliyev Eldar |

| 20 de julho, 2011 15:00 Relatório | Estados Unidos | 0—3                           | Venezuela | Colégio Militar do Rio de Janeiro Público: 560 Árbitro(s): Jae Sun Lee Kari Partianen |
| 20 de julho, 2011 15:00 Relatório | 18 23 -        | Set 1 Set 2 Set 3 Set 4 Set 5 | 25 -      | Colégio Militar do Rio de Janeiro Público: 560 Árbitro(s): Jae Sun Lee Kari Partianen |

| 20 de julho, 2011 19:00 Relatório | Coreia do Sul | 0—3                           | Brasil | Colégio Militar do Rio de Janeiro Público: 3.100 Árbitro(s): Andre Jungen Paolo Lavorenti |
| 20 de julho, 2011 19:00 Relatório | 21 20 13 -    | Set 1 Set 2 Set 3 Set 4 Set 5 | 25 -   | Colégio Militar do Rio de Janeiro Público: 3.100 Árbitro(s): Andre Jungen Paolo Lavorenti |

| 21 de julho, 2011 11:00 Relatório | Brasil | 3—0                           | Chipre  | Ginásio do Maracanãzinho Público: 900 Árbitro(s): Julie Voeck Azad Hosein |
| 21 de julho, 2011 11:00 Relatório | 25 -   | Set 1 Set 2 Set 3 Set 4 Set 5 | 8 16 13 | Ginásio do Maracanãzinho Público: 900 Árbitro(s): Julie Voeck Azad Hosein |

| 21 de julho, 2011 13:00 Relatório | Venezuela     | 1—3                           | Coreia do Sul | Ginásio do Maracanãzinho Público: 300 Árbitro(s): Aliyev Eldar Andre Jungen |
| 21 de julho, 2011 13:00 Relatório | 21 25 15 17 - | Set 1 Set 2 Set 3 Set 4 Set 5 | 25 22 25 -    | Ginásio do Maracanãzinho Público: 300 Árbitro(s): Aliyev Eldar Andre Jungen |

| 21 de julho, 2011 15:00 Relatório | Qatar | 3—0                           | Estados Unidos | Colégio Militar do Rio de Janeiro Público: 200 Árbitro(s): Elias Soueiti Hui Wang |
| 21 de julho, 2011 15:00 Relatório | 25 -  | Set 1 Set 2 Set 3 Set 4 Set 5 | 19 17 10 -     | Colégio Militar do Rio de Janeiro Público: 200 Árbitro(s): Elias Soueiti Hui Wang |

### Grupo B
|     |           |     | Jogos | Jogos | Jogos | Pontos | Pontos | Pontos | Sets | Sets | Sets  |
| Pos | Equipe    | Pts | T     | V     | D     | V      | P      | R      | V    | P    | R     |
| --- | --------- | --- | ----- | ----- | ----- | ------ | ------ | ------ | ---- | ---- | ----- |
| 1   | China     | 15  | 5     | 5     | 0     | 412    | 296    | 1.392  | 15   | 2    | 7.500 |
| 2   | Irão      | 10  | 5     | 4     | 1     | 463    | 392    | 1.181  | 13   | 8    | 1.625 |
| 3   | Alemanha  | 9   | 5     | 3     | 2     | 404    | 356    | 1.135  | 11   | 7    | 1.571 |
| 4   | Índia     | 6   | 5     | 2     | 3     | 402    | 439    | 0.916  | 8    | 12   | 0.667 |
| 5   | Finlândia | 5   | 5     | 1     | 4     | 391    | 434    | 0.901  | 8    | 12   | 0.667 |
| 6   | Canadá    | 0   | 5     | 0     | 5     | 240    | 395    | 0.608  | 1    | 15   | 0.067 |

| 17 de julho, 2011 13:00 Relatório | China | 3 — 0                         | Índia      | Ginásio do Maracanãzinho Público: 250 Árbitro(s): Gustavo Costa Andre Jungen |
| 17 de julho, 2011 13:00 Relatório | 25 -  | Set 1 Set 2 Set 3 Set 4 Set 5 | 14 11 20 - | Ginásio do Maracanãzinho Público: 250 Árbitro(s): Gustavo Costa Andre Jungen |

| 17 de julho, 2011 15:00 Relatório | Irã         | 3—2                           | Finlândia     | Colégio Militar do Rio de Janeiro Público: 220 Árbitro(s): Azad Hosein You Kun Kang |
| 17 de julho, 2011 15:00 Relatório | 22 25 26 15 | Set 1 Set 2 Set 3 Set 4 Set 5 | 25 17 13 28 7 | Colégio Militar do Rio de Janeiro Público: 220 Árbitro(s): Azad Hosein You Kun Kang |

| 17 de julho, 2011 17:00 Relatório | Alemanha | 3—0                           | Canadá  | Ginásio do Maracanãzinho Público: 100 Árbitro(s): Paulo Picanço Gurbax Singh |
| 17 de julho, 2011 17:00 Relatório | 25       | Set 1 Set 2 Set 3 Set 4 Set 5 | 7 16 18 | Ginásio do Maracanãzinho Público: 100 Árbitro(s): Paulo Picanço Gurbax Singh |

| 18 de julho, 2011 09:00 Relatório | Índia         | 2—3                           | Irã         | Ginásio do Maracanãzinho Público: 350 Árbitro(s): Joerg Kelleenberger Kari Partiainen |
| 18 de julho, 2011 09:00 Relatório | 25 17 21 25 9 | Set 1 Set 2 Set 3 Set 4 Set 5 | 18 25 23 15 | Ginásio do Maracanãzinho Público: 350 Árbitro(s): Joerg Kelleenberger Kari Partiainen |

| 18 de julho, 2011 13:00 Relatório | Canadá   | 0—3                           | China | Colégio Militar do Rio de Janeiro Público: 200 Árbitro(s): Kevin Wendelboe Gurbax Singh |
| 18 de julho, 2011 13:00 Relatório | 17 16 15 | Set 1 Set 2 Set 3 Set 4 Set 5 | 25    | Colégio Militar do Rio de Janeiro Público: 200 Árbitro(s): Kevin Wendelboe Gurbax Singh |

| 18 de julho, 2011 15:00 Relatório | Finlândia | 1—3                           | Alemanha | Ginásio do Maracanãzinho Público: 300 Árbitro(s): Paulo Picanço Julie Voeck |
| 18 de julho, 2011 15:00 Relatório | 25 17 12  | Set 1 Set 2 Set 3 Set 4 Set 5 | 23 25    | Ginásio do Maracanãzinho Público: 300 Árbitro(s): Paulo Picanço Julie Voeck |

| 19 de julho, 2011 09:00 Relatório | Finlândia | 3—0                           | Canadá  | Ginásio do Maracanãzinho Público: 380 Árbitro(s): Gustavo Costa Kevin Wendelboe |
| 19 de julho, 2011 09:00 Relatório | 25        | Set 1 Set 2 Set 3 Set 4 Set 5 | 9 20 12 | Ginásio do Maracanãzinho Público: 380 Árbitro(s): Gustavo Costa Kevin Wendelboe |

| 19 de julho, 2011 15:00 Relatório | China      | 3—1                           | Irã           | Ginásio do Maracanãzinho Público: 600 Árbitro(s): Kari Partiainen Andre Jungen |
| 19 de julho, 2011 15:00 Relatório | 25 15 25 - | Set 1 Set 2 Set 3 Set 4 Set 5 | 21 11 25 18 - | Ginásio do Maracanãzinho Público: 600 Árbitro(s): Kari Partiainen Andre Jungen |

| 19 de julho, 2011 17:00 Relatório | Alemanha | 3—0                           | Índia    | Colégio Militar do Rio de Janeiro Público: 330 Árbitro(s): Paolo Lavorenti Paulo Picanço |
| 19 de julho, 2011 17:00 Relatório | 25       | Set 1 Set 2 Set 3 Set 4 Set 5 | 19 16 23 | Colégio Militar do Rio de Janeiro Público: 330 Árbitro(s): Paolo Lavorenti Paulo Picanço |

| 20 de julho, 2011 11:00 Relatório | Finlândia | 0—3                           | China | Ginásio do Maracanãzinho Público: 180 Árbitro(s): Aliyev Eldar Julie Voeck |
| 20 de julho, 2011 11:00 Relatório | 17 15 19  | Set 1 Set 2 Set 3 Set 4 Set 5 | 25    | Ginásio do Maracanãzinho Público: 180 Árbitro(s): Aliyev Eldar Julie Voeck |

| 20 de julho, 2011 13:00 Relatório | Alemanha    | 1—3                           | Irã      | Colégio Militar do Rio de Janeiro Público: 340 Árbitro(s): You Kung Kang Gustavo Costa |
| 20 de julho, 2011 13:00 Relatório | 16 21 25 17 | Set 1 Set 2 Set 3 Set 4 Set 5 | 25 19 25 | Colégio Militar do Rio de Janeiro Público: 340 Árbitro(s): You Kung Kang Gustavo Costa |

| 20 de julho, 2011 13:00 Relatório | Canadá      | 1—3                           | Índia | Ginásio do Maracanãzinho Público: 200 Árbitro(s): Kevin Wendelboe Felipe Turchiari |
| 20 de julho, 2011 13:00 Relatório | 25 16 18 15 | Set 1 Set 2 Set 3 Set 4 Set 5 | 20 25 | Ginásio do Maracanãzinho Público: 200 Árbitro(s): Kevin Wendelboe Felipe Turchiari |

| 21 de julho, 2011 09:00 Relatório | China         | 3—1                           | Alemanha    | Ginásio do Maracanãzinho Público: 900 Árbitro(s): Azad Hosein Gustavo Costa |
| 21 de julho, 2011 09:00 Relatório | 21 25 26 25 - | Set 1 Set 2 Set 3 Set 4 Set 5 | 25 11 24 17 | Ginásio do Maracanãzinho Público: 900 Árbitro(s): Azad Hosein Gustavo Costa |

| 21 de julho, 2011 13:00 Relatório | Finlândia      | 2—3                           | Índia    | Colégio Militar do Rio de Janeiro Público: 200 Árbitro(s): Paolo Lavorenti Paulo Picanço |
| 21 de julho, 2011 13:00 Relatório | 25 22 27 23 12 | Set 1 Set 2 Set 3 Set 4 Set 5 | 17 25 15 | Colégio Militar do Rio de Janeiro Público: 200 Árbitro(s): Paolo Lavorenti Paulo Picanço |

| 21 de julho, 2011 15:00 Relatório | Irã  | 3—0                           | Canadá   | Ginásio do Maracanãzinho Público: 750 Árbitro(s): Kari Partiainen Felipe Turchiari |
| 21 de julho, 2011 15:00 Relatório | 25 - | Set 1 Set 2 Set 3 Set 4 Set 5 | 9 18 9 - | Ginásio do Maracanãzinho Público: 750 Árbitro(s): Kari Partiainen Felipe Turchiari |

## Fase de consolação
|  | Decisão do 9º ao 12º lugares            | Decisão do 9º ao 12º lugares            |   |                                                  | Decisão do 9º lugar                              | Decisão do 9º lugar |  |
|  |                                         |                                         |   |                                                  |                                                  |                     |  |
|  | 22 Jul, 2011 - Ginásio do Maracanãzinho |                                         |   |                                                  |                                                  |                     |  |
|  | Finlândia                               | 3                                       |   |                                                  |                                                  |                     |  |
|  | Chipre                                  | 0                                       |   |                                                  |                                                  |                     |  |
|  |                                         |                                         |   |                                                  |                                                  |                     |  |
|  |                                         |                                         |   |                                                  | 23 Jul, 2011 - Colégio Militar do Rio de Janeiro |                     |  |
|  |                                         |                                         |   |                                                  | Finlândia                                        | 3                   |  |
|  |                                         | Canadá                                  | 0 |                                                  |                                                  |                     |  |
|  |                                         |                                         |   |                                                  |                                                  |                     |  |
|  |                                         |                                         |   |                                                  |                                                  |                     |  |
|  |                                         |                                         |   |                                                  | Decisão do 11º lugar                             |                     |  |
|  | 22 Jul, 2011 - Ginásio do Maracanãzinho | 22 Jul, 2011 - Ginásio do Maracanãzinho |   | 23 Jul, 2011 - Colégio Militar do Rio de Janeiro | 23 Jul, 2011 - Colégio Militar do Rio de Janeiro |                     |  |
|  | Estados Unidos                          | 0                                       |   | Chipre                                           | 3                                                |                     |  |
|  | Canadá                                  | 3                                       |   |                                                  | Estados Unidos                                   | 2                   |  |

|  | Decisão do 5º-8º lugares                | Decisão do 5º-8º lugares                |   |                                         | Decisão do 5º lugar                     | Decisão do 5º lugar |  |
|  |                                         |                                         |   |                                         |                                         |                     |  |
|  | 22 Jul, 2011 - Ginásio do Maracanãzinho |                                         |   |                                         |                                         |                     |  |
|  | Alemanha                                | 3                                       |   |                                         |                                         |                     |  |
|  | Venezuela                               | 2                                       |   |                                         |                                         |                     |  |
|  |                                         |                                         |   |                                         |                                         |                     |  |
|  |                                         |                                         |   |                                         | 23 Jul, 2011 - Ginásio do Maracanãzinho |                     |  |
|  |                                         |                                         |   |                                         | Alemanha                                | 2                   |  |
|  |                                         | Catar                                   | 3 |                                         |                                         |                     |  |
|  |                                         |                                         |   |                                         |                                         |                     |  |
|  |                                         |                                         |   |                                         |                                         |                     |  |
|  |                                         |                                         |   |                                         | Decisão do 7º lugar                     |                     |  |
|  | 22 Jul, 2011 - Ginásio do Maracanãzinho | 22 Jul, 2011 - Ginásio do Maracanãzinho |   | 23 Jul, 2011 - Ginásio do Maracanãzinho | 23 Jul, 2011 - Ginásio do Maracanãzinho |                     |  |
|  | Catar                                   | 3                                       |   | Venezuela                               | 3                                       |                     |  |
|  | Índia                                   | 1                                       |   |                                         | Índia                                   | 0                   |  |

### Decisão do 9º-12º lugares
| 22 de julho, 2011 09:00 Relatório | Finlândia | 3—0                           | Chipre     | Ginásio do Maracanãzinho Público: 300 Árbitro(s): Andre Jungen Elias Soueiti |
| 22 de julho, 2011 09:00 Relatório | 25 -      | Set 1 Set 2 Set 3 Set 4 Set 5 | 18 16 20 - | Ginásio do Maracanãzinho Público: 300 Árbitro(s): Andre Jungen Elias Soueiti |

| 22 de julho, 2011 11:00 Relatório | Estados Unidos | 0—3                           | Canadá  | Ginásio do Maracanãzinho Público: 210 Árbitro(s): Felipe Turchiari Kun Kang You |
| 22 de julho, 2011 11:00 Relatório | 21 24 -        | Set 1 Set 2 Set 3 Set 4 Set 5 | 25 26 - | Ginásio do Maracanãzinho Público: 210 Árbitro(s): Felipe Turchiari Kun Kang You |

### Decisão do 11º lugar
| 23 de julho, 2011 09:00 Relatório | Chipre      | 3—2                           | Estados Unidos | Colégio Militar do Rio de Janeiro Público: 120 Árbitro(s): Aliyev Eldar Gustavo Costa |
| 23 de julho, 2011 09:00 Relatório | 25 15 18 15 | Set 1 Set 2 Set 3 Set 4 Set 5 | 23 21 25 9     | Colégio Militar do Rio de Janeiro Público: 120 Árbitro(s): Aliyev Eldar Gustavo Costa |

### Decisão do 9º lugar
| 23 de julho, 2011 11:00 Relatório | Finlândia | 3—0                           | Canadá     | Colégio Militar do Rio de Janeiro Público: 125 Árbitro(s): Felipe Turchiari Gurbax Singh |
| 23 de julho, 2011 11:00 Relatório | 25 -      | Set 1 Set 2 Set 3 Set 4 Set 5 | 21 12 17 - | Colégio Militar do Rio de Janeiro Público: 125 Árbitro(s): Felipe Turchiari Gurbax Singh |

### Decisão do 5º-8º lugares
| 22 de julho, 2011 13:00 Relatório | Alemanha       | 3—2                           | Venezuela   | Ginásio do Maracanãzinho Público: 500 Árbitro(s): Paulo Picanço Lee Jae Sun |
| 22 de julho, 2011 13:00 Relatório | 25 20 22 25 20 | Set 1 Set 2 Set 3 Set 4 Set 5 | 17 25 14 18 | Ginásio do Maracanãzinho Público: 500 Árbitro(s): Paulo Picanço Lee Jae Sun |

| 22 de julho, 2011 15:00 Relatório | Qatar         | 3—1                           | Índia      | Ginásio do Maracanãzinho Público: 300 Árbitro(s): Gustavo Costa Aliyev Eldar |
| 22 de julho, 2011 15:00 Relatório | 25 24 25 32 - | Set 1 Set 2 Set 3 Set 4 Set 5 | 19 26 30 - | Ginásio do Maracanãzinho Público: 300 Árbitro(s): Gustavo Costa Aliyev Eldar |

### Disputa do 7º lugar
| 23 de julho, 2011 09:00 Relatório | Venezuela | 3—0                           | Índia      | Ginásio do Maracanãzinho Público: 270 Árbitro(s): Kun Kang You Paulo Picanço |
| 23 de julho, 2011 09:00 Relatório | 25 29 -   | Set 1 Set 2 Set 3 Set 4 Set 5 | 22 15 27 - | Ginásio do Maracanãzinho Público: 270 Árbitro(s): Kun Kang You Paulo Picanço |

### Decisão do 5º lugar
| 23 de julho, 2011 11:00 Relatório | Alemanha       | 2—3                           | Catar          | Ginásio do Maracanãzinho Público: 500 Árbitro(s): Azad Hosein Paolo Lavorenti |
| 23 de julho, 2011 11:00 Relatório | 14 25 21 25 12 | Set 1 Set 2 Set 3 Set 4 Set 5 | 25 17 25 21 15 | Ginásio do Maracanãzinho Público: 500 Árbitro(s): Azad Hosein Paolo Lavorenti |

## Fase final
|  | Semifinal                               | Semifinal                               |   |                                         | Final                                   | Final |  |
|  |                                         |                                         |   |                                         |                                         |       |  |
|  | 22 Jul, 2011 - Ginásio do Maracanãzinho |                                         |   |                                         |                                         |       |  |
|  | China                                   | 3                                       |   |                                         |                                         |       |  |
|  | Coreia do Sul                           | 1                                       |   |                                         |                                         |       |  |
|  |                                         |                                         |   |                                         |                                         |       |  |
|  |                                         |                                         |   |                                         | 23 Jul, 2011 - Ginásio do Maracanãzinho |       |  |
|  |                                         |                                         |   |                                         | China                                   | 0     |  |
|  |                                         | Brasil                                  | 3 |                                         |                                         |       |  |
|  |                                         |                                         |   |                                         |                                         |       |  |
|  |                                         |                                         |   |                                         |                                         |       |  |
|  |                                         |                                         |   |                                         | Disputa pelo bronze                     |       |  |
|  | 22 Jul, 2011 - Ginásio do Maracanãzinho | 22 Jul, 2011 - Ginásio do Maracanãzinho |   | 23 Jul, 2011 - Ginásio do Maracanãzinho | 23 Jul, 2011 - Ginásio do Maracanãzinho |       |  |
|  | Brasil                                  | 3                                       |   | Coreia do Sul                           | 3                                       |       |  |
|  | Irão                                    | 1                                       |   |                                         | Irão                                    | 1     |  |

### Semifinal
| 22 de julho, 2011 17:00 Relatório | China   | 3—1                           | Coreia do Sul | Ginásio do Maracanãzinho Público: 1.800 Árbitro(s): Kari Partiainen Kevin Wendelboe |
| 22 de julho, 2011 17:00 Relatório | 19 25 - | Set 1 Set 2 Set 3 Set 4 Set 5 | 25 20 22 15 - | Ginásio do Maracanãzinho Público: 1.800 Árbitro(s): Kari Partiainen Kevin Wendelboe |

| 22 de julho, 2011 19:00 Relatório | Brasil  | 3—1                           | Irão          | Ginásio do Maracanãzinho Público: 4.000 Árbitro(s): Paolo Lavorenti Joerg Kellenberger |
| 22 de julho, 2011 19:00 Relatório | 22 25 - | Set 1 Set 2 Set 3 Set 4 Set 5 | 25 20 17 14 - | Ginásio do Maracanãzinho Público: 4.000 Árbitro(s): Paolo Lavorenti Joerg Kellenberger |

### Disputa pelo bronze
| 23 de julho, 2011 13:00 Relatório | Coreia do Sul | 3—1                           | Irão          | Ginásio do Maracanãzinho Público: 1.000 Árbitro(s): Kevin Wendelboe Andre Jungen |
| 23 de julho, 2011 13:00 Relatório | 25 22 25 -    | Set 1 Set 2 Set 3 Set 4 Set 5 | 23 25 20 22 - | Ginásio do Maracanãzinho Público: 1.000 Árbitro(s): Kevin Wendelboe Andre Jungen |

### Final
| 23 de julho, 2011 19:00 Relatório | China   | 0—3                           | Brasil | Ginásio do Maracanãzinho Público: 10.000 Árbitro(s): Joerg Kellenberger Kari Partiainen |
| 23 de julho, 2011 19:00 Relatório | 16 15 - | Set 1 Set 2 Set 3 Set 4 Set 5 | 25 -   | Ginásio do Maracanãzinho Público: 10.000 Árbitro(s): Joerg Kellenberger Kari Partiainen |

## Classificação final
| Pos.   | País           |
| ------ | -------------- |
| Ouro   | Brasil         |
| Prata  | China          |
| Bronze | Coreia do Sul  |
| 4      | Irão           |
| 5      | Catar          |
| 6      | Alemanha       |
| 7      | Venezuela      |
| 8      | Índia          |
| 9      | Finlândia      |
| 10     | Canadá         |
| 11     | Chipre         |
| 12     | Estados Unidos |